# Linia kolejowa nr 043 (Czechy)
Linia kolejowa nr 043 – jednotorowa, niezelektryfikowana linia kolejowa w Czechach. Łączy Trutnov, Královec i Žacléř. w całości znajduje się na terytorium kraju hradeckiego.